# 褐弄蝶
褐弄蝶（學名：Pelopidas mathias），又名隱紋穀弄蝶、隱紋谷挵蝶、隱紋谷弄蝶、褐挵蝶。

## 描述
本種略具雌雄差異。雄蝶頭部覆毛，帶黃綠調的褐色，觸角背面褐色，腹面混白鱗，尖端裸露成鉤狀。口器褐色；下唇鬚直立，前兩節有毛，末節呈黃白混褐色棒狀。胸腹背面褐色，腹面灰白，足為淡黃褐色。
前翅長16-19 mm，呈三角形，外緣略突；後翅扇形，臀區稍葉狀。翅背褐色，有透明斑，基部覆黃褐毛。前翅M2、M3、CuA1室各有斑點，斜排列；中室末端兩斑，翅頂R3～R5室各有一小斑，R5略偏外。CuA2室中央具灰色斜線狀標記。後翅通常無紋。
翅腹面多覆橄欖綠鱗，前翅斑紋近似背面，但性標處為淡色鱗區；R2至CuA1室及中室末端有小斑點。緣毛為淺褐色。
雌蝶與雄蝶外觀相似，但翅幅較寬、斑紋較明顯，前翅性標為CuA2室兩黃白斑，後翅中央有時具白點列。

## 分佈
世界分布涵蓋東洋區、澳洲區北部及非洲區，並延伸至古北區的日本。臺灣主要分布於本島平地至中海拔地區，離島如龜山鄉、綠島及馬祖亦有記錄。

## 棲地
常見於海邊或農田附近、有禾草生長的開闊環境，一年可發生多代。成蝶飛行活潑，具訪花習性，幼蟲以禾本科植物為食，如舖地黍、大黍、印度鴨嘴草及稗等。